# Imaad Wasif
Imaad Wasif, född 10 oktober 1975, är en kanadensisk gitarrist och sångare. Han har varit medlem i banden Lowercase, Alaska! och The Folk Implosion. Hans självbetitlade solodebutalbum gavs ut 2006. Under 2006-2007 turnerade han med Yeah Yeah Yeahs.

## Diskografi
Soloalbum
- 2006 – Imaad Wasif
- 2008 – Strange Hexes
- 2009 – The Voidist